# Betanin
Betanin (C24H27N2O13) je červené glukosidové potravinářské barvivo získávané z řepy. Slouží jako potravinářsky přídavná látka a má označení E162. Betanin degraduje při vystavení světlu, teplu a kyslíku, a proto se používá pro mražené výrobky, výrobky s krátkou trvanlivostí, nebo výrobky prodávané v suchém stavu. Výrobci barviva sice přidávají vitamín C a antioxidanty, aby zabránili oxidaci, toto opatření ale není příliš účinné.[zdroj⁠?!] Betanin není tepelně stabilní, záleží tedy na technologické úpravě, tzn. výšce teploty, době působení při technologickém zpracování a aktivitě vody v produktu.
Betanin dokáže přežít i při pasterizaci ve výrobcích s vysokým obsahem cukru. Jeho citlivost vůči kyslíku je nejvyšší u produktů s vysokým obsahem vody nebo u produktů obsahující kationty kovů (např. železa a mědi), antioxidanty, jako je kyselina askorbová. V suché podobě je betanin stabilní v přítomnosti kyslíku.

## Získávání
Betanin je obvykle získávaný z extraktu šťávy červené řepy, koncentrace betaninu v červené řepě může dosáhnout 300–600 mg/kg. Červená řepa obsahuje také další barviva, jako např. vulgaxanthin a anthokyany. Z jiných zdrojů lze získat betanin např. z kaktusu Opuntia, nebo mangoldu.

## Druhy zbarvení
Barva betaninu závisí na pH; mezi hodnotou 4 až 5 je barva světle namodralá až červená, modro-fialová je pokud se pH zvyšuje. Při velké hodnotě pH se barva promění na žluto-hnědou.

## Použití
Betanin se používá pro zbarvení masa a uzenin. Nejčastěji se betanin používá ke zbarvení zmrzliny, cukrovinek a nealko nápoje v prášku. Nejčastěji se toto barvivo přidává do zmrzliny, jogurtů, sorbetů nebo mléčných výrobků. Jako prášek je využíván např. v instantních dezertech.
Problematické může být toto barvivo pro velmi malé děti kvůli obsahu dusičnanů přirozeně se vyskytující v červené řepě.  

## Účinky
Betanin se dobře vstřebává ze střeva, má antioxidační účinky.